# Бецковська замкова скеля
Бецковська замкова скеля (Beckovské hradné bralo) — пам'ятка природи в Словаччині; розташовується в окрузі Нове Место-над-Вагом — село Бецков. Охоронна територія займає 1,75 га; заснована 1963 року. Предметом охорони є вапнякова скеля, утворена ерозійною діяльністю річки Ваг, яка оголила її з палеогенових відкладень. На вершині знаходяться руїни замку Бецков..